# Kazuto Saiki
Kazuto Saiki (斉木 和人 Saiki Kazuto?,  nacido el 20 de agosto de 1970 en Yamanashi) es un exfutbolista japonés. Jugaba de centrocampista y su último club fue el Ventforet Kofu de Japón.

## Trayectoria

### Clubes
| Club             | País  | Año         |
| ---------------- | ----- | ----------- |
| Yokohama Marinos | Japón | 1993 - 1994 |
| Ventforet Kofu   | Japón | 1995 - 1999 |